# Verilog过程接口
Verilog过程接口（英語：Verilog Procedural Interface，縮寫：VPI），最初被称为编程语言接口（Program Language Interface, PLI） 2.0，是一个针对C语言的Verilog过程接口。它可以使数字电路的行为级描述代码直接调用C语言的函数，而用到的C语言函数也可以调用标准的Verilog系统任务。Verilog程序结构是IEEE 1364编程语言接口标准的一部分。它最新的版本是2005年更新的。

### 相关资源
- Teal （页面存档备份，存于）, for C++
- JOVE （页面存档备份，存于）, for Java
- Ruby-VPI, for Ruby
- ScriptEDA, for Perl, Python, Tcl